# صاحب خليل إبراهيم
صاحب خليل إبراهيم (1946 - 15 أبريل 2021) شاعر ولغوي وناقد أدبي عراقي. ولد في الكوفة. مجاز في الآداب من جامعة بغداد، ثم حصل على الماجستير فالدكتوراه من الجامعة المستنصرية في بغداد. عمل في الإذاعة العراقيّة مديرًا للقسم الثقافي. عضو في الاتحاد الأدباء والكتاب في العراق، ونقابة الصحفيين، واتحاد الصحفيين العرب. من دواوينه الشعرية أصوات ثائرة 1972 وحدِّق بوجه من تحبّ 1979 وقصائد جديدة لبغداد وبيروت 1982 وحين يبتدئ الحب 1983 وله عدة دواوين مشتركة. هو مؤلف لأكثر من سبعين كتاباً في مختلف العلوم العربية وتنوعت مؤلفاته بين الشعر واللغة والأدب بنوعيه: القديم والحديث ونقد الأدب. توفي في بغداد عن عمر ناهز 75 عامًا.

## سيرته
ولد صاحب خليل إبراهيم سنة 1946 بالكوفة ونشأ بها. حصل على بكالوريوس الآداب من جامعة بغداد، وعلى الماجستير 1988 والدكتوراه من الجامعة المستنصرية 1992 بتقدير ممتاز. قام بالتدريس في كلية التربية بالجامعة المستنصرية ببغداد، وكلية التربية شبوه، جامعة عدن في اليمن وشغل بها رئيس قسم اللغة العربية، ودرّس في كلية التربية - صبر - جامعة عدن لمدة 14 سنة . عمل مديراً للقسم الثقافي بالإذاعة العراقية عشرين عاماً. هو عضو في اتحاد الأدباء والكتاب العراقي ونقابة الصحفيين العراقيين واتحاد الصحفيين العرب.

كتب ونشر الكثير من المقالات والقصائد والدراسات الأدبية والنقدية في الصحف والمجلات العراقية والعربية. وشارك في مهرجانات قطرية وعربية ودولية. بدأ يقرض الشعر وعمره 13 سنة وانضمم في ذلك الوقت إلى جمعية الشعراء في الكوفة. ابتدأ النشر بقصيدة الحب الصادق في جريدة الأنوار البغدادية 1964.

توفي صاحب خليل في بغداد يوم 15 أبريل 2021 / 4 رمضان 1442 عن عمر ناهز 75 عامًا و نعاه الاتحاد العام للأدباء والكتاب في العراق.

## مؤلفاته
من دواوينه الشعرية:
- أصوات ثائرة، 1972
- حدِّق بوجه من تحبّ، 1979
- قصائد جديدة لبغداد وبيروت، 1982
- حين يبتدئ الحب، 1983

دواوين مشتركة:
- ديوان الثورة، 1978
- قصائد للميثاق، 1979
- أناشيد المحارب، 1982
- ديوان الأقلام، 1989
- القمر الغائب، 1989
- أيها الليل كن حارسي

من مؤلفاته الأخرى:
- خواطر
- ديوان الإمام الشافعي، جمع وتحقيق
- الاغتراب في الشعر العربي قبل الإسلام، دراسة نقدية، 2000
- الصورة السمعية في الشعر العربي قبل الإسلام، دراسة نقدية، 200

## وصلات خارجية
- في أرشيف المجلات